# Mikulicze
Mikulicze [mʲikuˈlʲit͡ʂɛ] (en ukrainien: Микуличі, Mykulychi) est un village polonais de la gmina de Milejczyce dans le powiat de Siemiatycze et dans la voïvodie de Podlachie. Il se situe à environ 7 kilomètres à l'est de Milejczyce, à 28 kilomètres à l'est de Siemiatycze et à 67 kilomètres au sud de Białystok. 